# 古勒巴格乡 (泽普县)
古勒巴格乡，是中华人民共和国新疆维吾尔自治区喀什地区泽普县下辖的一个乡镇级行政单位。

## 行政区划
古勒巴格乡下辖以下地区：
阿其玛村、克塔特村、阿热买里村、艾格日铁热克村、尤库日喀拉尤勒滚村、上阿热硝村、阿热硝巴扎村、中阿热硝村、下阿热硝村、阿尔帕墩村、上古勒巴格村、吐格曼贝希村、阿瓦提村和科克墩村。